# マイケル・ジョーダン
マイケル・ジェフリー・ジョーダン（Michael Jeffrey Jordan、1963年2月17日 - ）は、アメリカ合衆国の元プロバスケットボール選手で、実業家。MJの愛称で知られるジョーダンはNBA公式サイトでは「史上最高のバスケットボール選手」と述べられ、「バスケットボールの神様」とも評される。1980年代と1990年代にNBAの世界的ブームを牽引した人物である。現在はNBAのシャーロット・ホーネッツとNASCARカップ・シリーズの23XIレーシングの筆頭オーナー兼会長であり、NASCARカップ・シリーズにも参戦している。
15年間の選手生活の中で得点王10回、年間最多得点11回、平均得点は30.12点でNBA歴代1位、通算得点は32,292点で歴代5位。1990年代にシカゴ・ブルズを6度の優勝に導き、5度のシーズンMVP、6度のファイナルMVP受賞。また、1984年のロサンゼルスオリンピックと、1992年のバルセロナオリンピックにおいてアメリカ代表（ドリームチーム）の一員として2度にわたり金メダルを獲得した。現役時代の背番号23はシカゴ・ブルズ、マイアミ・ヒート、ノースカロライナ大学の永久欠番。1996年、NBA50周年を記念したNBA50周年記念オールタイムチームと75周年を記念した75周年記念チームの一人に選出。2009年にはバスケットボール殿堂入りした。
スラムダンクコンテストでフリースローラインからのダンクを披露するなど、その跳躍力から「Air Jordan」や「His Airness」という愛称で呼ばれるようになった。
フォーブスのスポーツ選手長者番付1位を6回獲得しており、2020年時点の純資産は21億ドルとされる。フォーブスの「アメリカで最も裕福なセレブリティ」にて4位であり、「世界で最も裕福な元スポーツ選手」である。

## 経歴

### 生い立ち

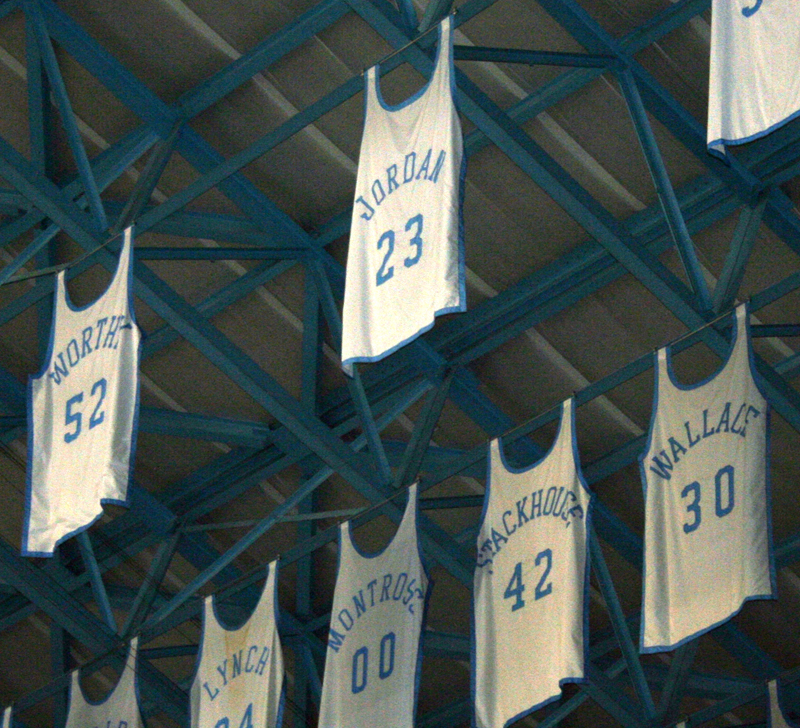
ディーン・スミス・センターの天井に飾られたジョーダンのジャージ

マイケル・ジョーダンは、電気技術者のジェームズ・ジョーダンと銀行員勤めのデロリス夫妻の三男としてニューヨーク州ニューヨーク市ブルックリン区で生まれた。黒人家庭としては比較的裕福な家庭で育った。とても食欲旺盛で、生後3週間でシリアル食品を食べていたという。自身が生まれてから家族はすぐに引っ越し、少年時代の多くをノースカロライナ州ウィルミントンで過ごした。少年時代には兄にバスケットボールの手ほどきを受けるが、兄にはなかなか勝てなかった。他に野球やアメリカンフットボールもプレーした。
地元のE・A・レイニー高校に入学。入学時は学校のバスケットボールチームのレギュラーに入れなかったエピソードはよく知られている。2年生の時に二軍でくすぶっていた際には、当時の部のコーチのフレディ・リンチから「将来は地元のガソリンスタンドで働くんだろ?」と「バスケが弱い癖に勉強もしないようではロクな仕事に就けないぞ」という心配交じりの文脈でからかわれたほどである。この挫折を乗り越え、2年生でレギュラー入りを果たす。その後は注目を集める選手に成長した。

### カレッジ
高校卒業後はノースカロライナ大学（ターヒールズ）に進学し、地理学を専攻した。後に伝説のショットとして語り継がれている1982年のNCAAトーナメントチャンピオンシップで彼はウィニング・ショットを決め、同校2度目のNCAAチャンピオンに導いた。ジョーダンは後に、このショットが彼のバスケットボールキャリアにおける大きなターニングポイントとなったと語っている。2年次に彼はチームの主力となり、その年に彼は全米ジュニア選抜に選ばれた。3年次の時にはネイスミス賞とウッデン賞を受賞した。ターヒールズでの3シーズンの間、彼は1試合平均54.0%のシュート成功率で17.7得点、5.0リバウンドの成績を残した。
この年のシーズン終了後、当時ヘッドコーチだったディーン・スミスの薦めもありプロ入りを決意。1984年のNBAドラフトでシカゴ・ブルズに全体3位で指名された（当時の全体1位はヒューストン・ロケッツのアキーム・オラジュワンであった）。
大学を休学した後の夏にアメリカ代表としてロサンゼルスオリンピックに参加、中心選手の一人として金メダル獲得に貢献した。

### シカゴ・ブルズ時代（一度目の引退まで）

#### キャリア初期
ジョーダンは早くも入団1年目からレギュラーの座をつかみ、平均得点はリーグ上位の28.2点を記録。2年目は怪我によりシーズンの多くを欠場したものの22.7点。そして3年目にはその才能を完全に開花させ、リーグトップの一試合平均37.1点、シーズン総得点は3,000点を超えウィルト・チェンバレン以来の数字を残した。
得点能力のみならず運動能力、特に空中でのボディコントロールには抜群のセンスを見せることで若手ながらリーグ屈指の人気選手となり、シカゴ・ブルズが遠征で訪れる試合は多くの観客を集め、ホームの試合のチケットは入手が困難になった。しかし、チーム自体は強豪とはほど遠く、ブルズを「ジョーダンとその他4名」とさえ揶揄するマスコミやファンが存在していたのも事実である。また、ジョーダンはその能力の高さゆえ、必然的に他のチームメイトよりもボールを持つ機会やシュートの本数が多くなったため、「独りよがりなプレーを繰り返している」と批判する声も一部では見られていた。
入団当初のジョーダンは高価なアクセサリーを身に付けて試合することがあり、先輩選手たちには生意気な新人と見られることがあった。1985年には新人ながらオールスター戦出場を果たすが、この試合でジョーダンは味方選手からパスを回してもらえない「フリーズ・アウト」という仕打ちを受ける。のちにジョーダンはこの経験に深く傷ついたと語っている。この事件の首謀者と言われたアイザイア・トーマス（当時デトロイト・ピストンズ）とはしばらく良くない関係が続いた。しかし、トーマスがヘッドコーチを務めた2003年のオールスターゲームで、ファン選出から漏れてしまったジョーダンを最後のオールスターに先発出場させるために、トーマス自らヴィンス・カーターを説得。カーターはジョーダンに先発の座を譲った。

#### ピストンズの壁
1980年代が終盤に近づくと、この時代イースタン・カンファレンスを支配していたボストン・セルティックスが徐々に衰退し始め、代わってデトロイト・ピストンズが台頭するようになる。一方のシカゴ・ブルズもまた、若手のダグ・コリンズ監督の下で力を付け始め、ブルズは年間50勝できるチームにまで成長していた。
1987年にセルティックスに敗れた次のシーズンから、ブルズは毎年プレーオフでピストンズと対戦するようになる。この時期、荒いディフェンスでバッドボーイズと呼ばれていたピストンズは、対戦する度にブルズとジョーダンを痛めつけ敗退させた。ピストンズはジョーダン・ルールと呼ばれる方法でジョーダンのオフェンスを封じようとした。これはインサイドに切り込んだジョーダンを数人がかりで抑え込むもので、精神的・肉体的にジョーダンを苦しめた。
1988年に続き1989年もプレーオフでピストンズに敗退すると、コリンズはブルズの監督を解雇され、アシスタント・コーチだったフィル・ジャクソンが監督に昇格した。ジャクソンは新システムトライアングル・オフェンスの導入に取り組むなどチーム強化に努めた。若手のスコッティ・ピッペンとホーレス・グラントも次第に成長していき、ついにはレギュラーシーズンの勝ち星を55勝にまで増やした。チームメートの信望が厚いビル・カートライトはキャプテンとしてチームをまとめ、ロールプレーヤーのジョン・パクソンはバックコートでジョーダンと組む選手として定着し、ブルズはジョーダンのワンマンチームからジャクソン監督のシステム下で役割分担のチームワークを持った手堅いチームとなっていた。
しかしプレーオフでは、ピッペンの変調などもあり、3勝4敗でまたしてもピストンズに惜敗。このシーズンと前シーズン、ピストンズは連覇を果たしており、チーム史上の絶頂期にあった。

#### 最初のスリーピート
翌1990–91シーズン、ブルズはチーム史上最多の61勝を挙げる。ジョーダン自身もそれまでのスタイルを変え、ジャクソン監督の方針通りボールを他のチームメートと分かち合う場面が以前より見られるようになった。このシーズン、チームの勝ち数は過去最高だったにもかかわらず、ジョーダンの平均得点は過去数年で最低の31.5点だった（ただし、それでも得点王となっていた）。
プレーオフでは、カンファレンス・ファイナルでピストンズと4年連続の対戦。この年は4勝0敗でこれまでの雪辱を果たし、NBAファイナルではマジック・ジョンソンのロサンゼルス・レイカーズが相手となった。新旧スーパースター対決となったこのシリーズを、シカゴ・ブルズは4勝1敗で勝利し、初優勝を決めた。ジョーダンはファイナルMVPを受賞した。
翌シーズン、ブルズはリーグ史上屈指の67勝を挙げ、再びNBAファイナルに進出したブルズは、クライド・ドレクスラーを擁するポートランド・トレイルブレイザーズと対戦。ジョーダンに似たタイプで得点力のあるシューティングガードのドレクスラーを相手に、ジョーダンは目覚ましいパフォーマンスを見せ、4勝2敗で2年連続の優勝を実現した。ブレイザーズは、1984年のドラフトで全体2位指名権を持ちながらジョーダンを指名しなかった。後にジョーダンは「あの時ブレイザーズに指名されないで本当によかった」と冗談交じりに語っている。
次の1992–93シーズンは、ブルズは57勝と前シーズンより10勝減らしたが、プレーオフでは再びNBAファイナルに進出した。ウェスタン・カンファレンスを制したのはフェニックス・サンズで、ジョーダンの親友でもありチームのエース、チャールズ・バークレーはこのシーズンMVPに選ばれた。レギュラーシーズンの勝ち数がリーグ最多だったサンズはホームコートアドバンテージを持っており、ブルズはホームでの試合数が一つ少ない不利を抱えていた。シリーズは敵地での6試合目を制したブルズが勝利し、3度目の優勝を決めた。このシリーズで平均41.0得点（NBAファイナル歴代最高）をあげたジョーダンはMVPに選ばれた。
1980年代末より「3連覇」を意味する「スリーピート」という言葉が使われていたが、NBAのチームがこれを実現するのは1960年代のボストン・セルティックス以来のことだった。

#### 父の死と一度目の引退
3連覇達成後シーズンオフの1993年7月23日、不慮の事件によって父親を失ったジョーダンは、突如引退を表明した。全盛期にあっての引退はNBAとメディアに衝撃を与えた。1993年10月の引退表明の会見でジョーダンは「もはや証明するものはない」と述べたが、以前より続いていたバッシング、3連覇達成によるモチベーションの低下、父を失った衝撃が引退の動機になったとマスコミは推測した。

### MLBへの挑戦

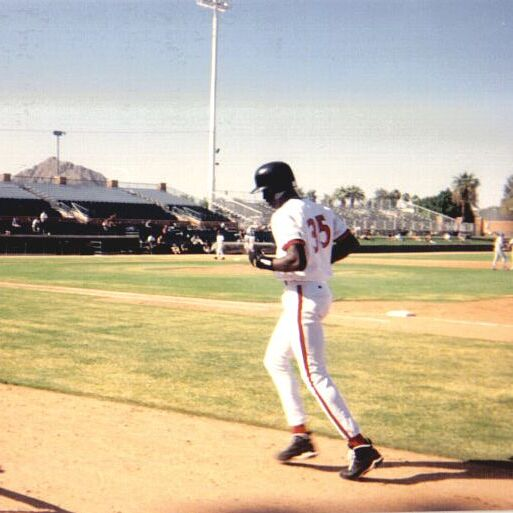
スコッツデール・スコーピオンズでプレーするジョーダン

ジョーダンは引退後、突如として野球への転向を表明。家族が住む地元シカゴのシカゴ・ホワイトソックスのキャンプに参加した。多くのファンはマイケルが父親を殺害された悲しみを紛らわせるため子供の頃のもう一つの夢を追求したのだと解釈し、ジョーダン自身も「最初の優勝の後に父親と約束した夢」だと述べている。一方で、ホワイトソックスのオーナーはシカゴ・ブルズのオーナーでもあるジェリー・ラインズドーフであるため、実力ではなくコネで入団したのだと一部の選手やファンからの批判の声も少なくなかった。
ジョーダンは1993–94年のNBAシーズン開幕2日前にMLBのシカゴ・ホワイトソックス傘下AA級バーミングハム・バロンズに入団した。これに合わせてホワイトソックスは、ジョーダンの為にMLBでも指折りの名打撃コーチとして知られるウォルト・リニアックをシカゴからバーミンガムに配置転換するなど万全な態勢を整えた。
評論家からはプロレベルの変化球を打つのは困難だろうとの批判や、マスコミからも「ジョーダン、諦めろ」と言う記事を掲載された事もあった。18歳以来10年以上ぶりの野球、しかも当時はピッチャーであった彼はほとんどバッティング経験がないと言うに等しく、その成績は特に春のうちは惨憺たるもので、127試合の出場で打率2割0分2厘、11エラーとメジャーリーグに昇格することは出来ない成績だった。しかしジョーダンは一回り年下の選手たちに混じりバスで遠征先を周り、朝からバッティング練習を行う、1日1000スイングを行うなど懸命に練習を重ねた。夏頃には初期に苦労した直球に対応し、続けて投げられるようになった変化球にも対応を見せ、ホームランを打つなど徐々に成績が上向いていた（尚、当初専門家やコメンテーターは実力云々の前にマイナーリーグの遠征が基本的に長距離バス移動の為コレに耐えられないだろうという意見が多発。事実ジョーダンもこの長距離バスが旧式で環境的に苦痛であったが、それを改善するべく約4000万円する新型の大型バスを自費で購入。それを球団に寄付して使用し長距離バス移動の苦痛を改善した）。1994年の春季キャンプの時点ではスイングスピードが評価されており、成績が上向いたのにはこれも無関係ではない。

### シカゴ・ブルズ時代（二度目の引退まで）

#### 復帰
1995年3月に再びブルズに復帰。メディアは大々的にジョーダンの復帰を報じた。復帰時にはかつて着用した背番号23番ではなく45番を着用した。シーズン末の17試合に参加し、チームはプレーオフに臨んだ。プレーオフでは、1回戦でシャーロット・ホーネッツを3勝1敗で下し、続くカンファレンス・セミファイナルではオーランド・マジックと対戦した。オーランドはシャキール・オニールとアンファニー・ハーダウェイという二人の才能ある若手を擁した新進気鋭のチームだった。このシリーズ、ジョーダンは重要な場面で些細なミスを繰り返し、2勝4敗でブルズが敗退する原因の一つとなった。第1戦の第4Q残り18秒ブルズは1点リードしてジョーダンがボールを持っていたが、ニック・アンダーソンにボールをはたかれスティールされたプレーが逆転負けにつながった。試合後にアンダーソンは45番をつけたマイケルは昔のマイケルとは違うと発言、第2戦ではその言葉に奮起したジョーダンは背番号23をつけてプレー、38得点をあげてブルズが勝利した。

#### 後期スリーピート
1994–95シーズン終了後のオフ、野球体型から脱却し切れていなかったジョーダンはバスケットボールの体型を取り戻すべく、そして再び優勝を狙うために懸命にトレーニングを行った。オフにはジョーダン主演の映画撮影も行われたが、映画撮影の場所付近にジョーダン専用のバスケットボールゴールを設置。ジョーダンの呼びかけに、ピッペン、オニール、レジー・ミラーなどNBAの主力選手が集まり、ジョーダンと共に練習をした。後にジョーダンは、このオフの練習で従来のバスケットボールの感覚を取り戻し、相手選手の動きを把握できるようになったといった。
1995–96シーズンが始まると、ブルズは快進撃を続け、NBA史上最高の勝利数を狙えるほどの勢いだった。ジョーダン、ピッペン、そしてかつての宿敵デトロイト・ピストンズでプレーしていたデニス・ロッドマンがサンアントニオ・スパーズから移籍してきてリーグ最強の3人組として注目を集めた。また、欧州出身の長身シューターであるトニー・クーコッチ、優秀なディフェンダーであるロン・ハーパーも陰からチームを支えた。ジョーダン自身は、1993年以前の強烈なスラムダンカーというよりは、技巧的なジャンプシューターとしてプレーしていたが、平均得点30.4で8度目の得点王に輝くことになる。
シカゴ・ブルズは72勝10敗でレギュラーシーズンを終えた。この勝ち数はゴールデンステート・ウォリアーズが2015–16シーズンに記録するまでのレギュラーシーズン最多勝利記録(ウォリアーズが73勝9敗で新記録)であり、70勝を超えたチームも歴史上初だった。ブルズは数字上史上最強のチームとしてプレーオフに臨み、NBAファイナルでシアトル・スーパーソニックスと対戦。敵地のシアトルで2試合を落としたものの、6試合目にシカゴに戻り4度目の優勝を決めた。ジョーダンは再びファイナルMVPを受賞した。
続く1996–97シーズン、ブルズは前シーズンより3勝少ない69勝でレギュラーシーズンを終える。プレーオフでは、このシーズンもブルズはファイナルに進出。ウェスタン・カンファレンスからは、ユタ・ジャズが勝ち上がってきた。史上屈指の名コンビと言われるジョン・ストックトンとレギュラーシーズンのMVPカール・マローンを相手に、シリーズは4勝2敗でブルズがものにする。初戦のブザービーターや敵地ソルトレイクシティでの病気を押してのパフォーマンスが注目されたジョーダンが再びMVPに選ばれた。ブルズとジョーダンの優勝回数は5回となっていた。
続く1997–98シーズンは、フィル・ジャクソン監督がシーズン後の退任を早い時期から仄めかしており、ピッペンはチーム経営陣との関係を悪化させていた。強豪ブルズは今年で最後かという観測を、マスコミはジャクソンの表現を借りラストダンスという言葉で表した。復帰以降、マスコミやファンはしばしばジョーダンの年齢を話題にするようになっており、「いつまでプレーするか」が関心の的になっていた。ジョーダンは「ジャクソン監督とピッペンが辞めれば自分も辞める」と発言していたが、自身の進退については明言を避けていた。このシーズンはブルズの2度目の「スリーピート」がかかっており、様々な意味で注目を集めることになった。
ブルズはNBAファイナルに進出し、対戦相手はこの年もユタ・ジャズだった。両チームともレギュラーシーズンは62勝20敗だったが、シーズン中の対戦成績に勝っていたユタ・ジャズがホームコートアドバンテージを得ていた。
5戦目までで3勝2敗でシリーズの舞台をユタに戻し、臨んだ第6戦、ジョーダンは残り5.2秒で決勝シュートを決め、ブルズに6度目の優勝と2回目のスリーピートをもたらした。この時、解説者のアイザイア・トーマスは「第4クウォーターのマイケルは殺し屋（killer）だ」と述べた。
シーズン終了後、フィル・ジャクソンの契約が切れ、スコッティ・ピッペンとデニス・ロッドマンの退団が迫り、オーナーによるNBA選手のロックアウトの後期に入っていたため、ジョーダンは1999年1月13日に2度目の引退を表明した。

### ワシントン・ウィザーズ時代

#### オーナーおよび人事部門責任者
1999年、引退後のジョーダンがシャーロット・ホーネッツのオーナー陣に加わるとの報道がなされた。ジョーダンは実際そのために関係者と協議を行っていたが、結局は物別れに終わり、ジョーダンのオーナー入りは実現しなかった。
翌2000年に彼はワシントン・ウィザーズに出資を行い、オーナーの一人となった。同時に同チームのバスケットボール運営部門の社長となった。これは選手の人事に関する責任者になったことを意味した。
この時期のウィザーズは勝ち数20前後と低迷しており、チーム再建がジョーダンに課せられた使命だった。ジョーダンはかつてのブルズの監督ダグ・コリンズをウィザーズ監督に任命。2001年のNBAドラフトでは、ウィザーズは全体1位の指名権を獲得しており、ジョーダンはクワミ・ブラウンを指名した。高卒の新人が全体で1位指名を受けるのはNBA史上初めてのことであり、当時議論を呼んでいた新人の低年齢化を象徴する出来事となった。

#### 2度目の現役復帰
NHL選手のマリオ・ルミューの活躍に触発されたジョーダンは、2001年に低迷を続けるウィザーズのために2度目の復帰を果たす。以前はガードのポジションだったが、チーム事情によりスモールフォワードでプレーすることとなった。彼の運動能力は年相応に衰えてはいたが、2001-02年シーズンはケガに悩まされながらも一試合平均22.9点の記録を上げた。2002–03年シーズンは1試合平均20.0点を上げる。だが、ラストゲームでは、NBA初の、40歳40得点を記録した。
復帰当初、ジョーダンはチームをプレーオフに進出させることを目標にすると明言していたが、2001–02シーズンは37勝45敗でイースタン・カンファレンス10位、2002–03シーズンは同じく37勝45敗でカンファレンス9位と目標を果たせずに終わった。
2002年NBAオールスターゲームにおいて、以前の彼の象徴であったスラムダンクを失敗し、視聴者は茫然とした。しかし、翌年のNBAオールスターゲームでは、試合終了間際に逆転フェイダウェイショットを決めた。直後に同点にされたが、既にシーズン終了後の引退を表明していたジョーダンに対し会場からはジョーダンコールが繰り返された。
彼の引退試合のフィラデルフィア・セブンティシクサーズ戦ではアウェイ戦にもかかわらず選手紹介からジョーダンに大きな拍手があった。
途中退場したが、会場から"We want Michael！ "と会場全体から声が上がった。そこでジョーダンは出場し、シクサーズの選手からファ―ルを受け、2本のフリースローが与えられ、2本とも成功している。

## 選手としての特徴
ポジションと得点力

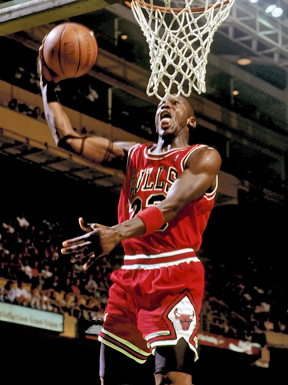
ダンクを試みるジョーダン。舌を出すのが、彼のトレードマークである

2シーズン弱の引退期間を除いて入団から（1984年）二度目の引退（1998年）までの13シーズンをシカゴ・ブルズで過ごした。ポジションはシューティングガード（以下SGと表記）を務めていたが、ポイントガードやスモールフォワードでも難なくプレイできるオールラウンダーであった。
- シーズン得点王‐‐通算10回
- 通算29,277得点‐‐歴代第4位
- 一試合平均31.5得点‐‐歴代第1位

二度目の引退を表明した1997–98シーズン終了時点で上述の輝かしい記録を保持していた。
得点パターン
インサイドでは華麗なムーヴから生み出すダンク、独創的なステップから繰り出すレイアップを多用。アウトサイドでは長い滞空時間を活かして流麗なフォームからジャンパーを放つなど、幅広いオフェンススキルを駆使して得点を量産した。
初期のジョーダンのトレードマークは“Air”と形容される豪快なダンク、空中で体勢を変えてディフェンダーをかわすダブルクラッチなど、ほかの選手が決して真似できない空中でのプレイであった。加齢に伴い、運動能力が低下したキャリア後期にはプレイスタイルを変え、ディフェンダーから遠ざかりつつ放つフェイドアウェイを必殺武器にしてミドルレンジから多くの得点を奪うなど、臨機応変にキャリアを通じて得点能力の高さは維持された。
一方で長距離シュートを担うSGでありながら、スリーポイント試投数・成功数は多くなかった。成功数が100本を超えたのは2シーズンのみ（1995–96・1996–97）。名シューターと謳われる選手のほとんどがキャリアで1,000本以上を記録する昨今において、ジョーダンの通算成功数は581本（レギュラーシーズンに限定）と決して多くない。また1990年のオールスター前夜祭のスリーポイントコンテスト出場時には、1988年にデトレフ・シュレンプと並ぶ歴代最小の5本に終わる。
大舞台での実績
大舞台での驚異的な勝負強さもジョーダンの特徴のひとつである。プレイオフの緊迫した状況での活躍は数々の名場面を生み出し、その度に勝利を勝ち取る姿はファンの記憶に残ることとなった。体調不良の中でも、フラフラになりながらチームを勝利に導いたり、相手チームから徹底マークされても闘志をむき出して闘ったり、まさに勝負の鬼とも言える活躍であった。ゲーム自体を俯瞰できるのではないかと思わせるほど勝負所を見据えて、特に終盤になるほど得点を重ねる姿は圧巻の一言で、歴代でも並ぶものがいないほどのクラッチシューターである。
ジョーダンは6度のNBA優勝（1991年 - 93年、1996年 - 98年）を勝ち取り、5度のレギュラーシーズンMVPに輝いた（1988年、1991年、1992年、1996年、1998年）。1985年にはルーキー・オブ・ザ・イヤー（新人王）を獲得。6度の優勝の際にはそれぞれファイナルMVPを受賞した。ジョーダンはレギュラーシーズン、ファイナル、オールスターのMVP三冠を1996年と1998年に2度達成している。他にMVP三冠を達成したプレイヤーは、1970年のウィリス・リードと2000年のシャキール・オニールだけである。
ディフェンダーとして
オフェンス面で卓越していただけでなく、リーグ屈指のディフェンダーでもあった。1988年以降は、引退していたシーズンを除いて1998年まで9回オールNBAディフェンシブ1stチームに選出されている。1988年にはシーズンMVPと最優秀守備選手を同時受賞した。最も目立つのはキャリア通算2514スティールで歴代3位、1試合平均で2.35スティールは歴代4位の記録（なおストックトンの一試合平均は2.17で確率はジョーダンの方が高い。ストックトンの平均確率は2013年時点で9位）。キャリア初期は、その跳躍力に物を言わせてガードとしては異例の1試合平均1本以上のブロックショットを記録していた。NBAの重鎮ジェリー・ウェストをして、「ジョーダンのディフェンス能力はオフェンス以上に強烈だった」と言わしめるほどであった。1998年のNBAファイナル第6戦のウィニングショットも、ユタ・ジャズのカール・マローンからのスティールから生まれた。リバウンドでも1試合平均で6.2本と、同ポジションとしては非常に高い数字を残している。

## NBA記録

### レギュラーシーズン
シーズン得点王: 10（1986–87-1992–93, 1995–96-1997–98）
シーズン得点王連続記録: 7（1986–87-1992–93）
通算平均得点: 30.12（32,292/1,072）
シーズン1試合平均30得点以上: 8（1986–87-1992–93、1995–96）
30得点以上通算試合数: 562
シーズン得点王最年長記録: 35歳 + 61日（1997–98）
1試合50得点最年長記録: 38歳 + 315日（51得点、vs. ホーネッツ、2001年12月29日）
1試合40得点最年長記録: 40歳 + 4日（43得点、vs. メッツ、2003年2月21日）

### プレーオフ
- 通算1試合平均得点: 33.4（5,987/179）
- 50得点以上通算試合数: 8
- 40得点以上通算試合数: 38
- 1ポストシーズンでの得点: 759（1992）
- プレーオフシリーズ全試合で35得点以上: 2回
- プレーオフシリーズ全試合30得点以上: 7回
- 1試合得点: 63、セルティックス、1986年4月20日（2 OT）[26]

#### レギュレーション
オールディフェンシブ1stチーム: 9
通算ガードブロックショット数: 893
シーズンガードブロックショット数: 131（1987–88）
史上唯一の1シーズン200スティール・100ブロックショット: 259スティール, 131ブロック（1987–88）
史上唯一の同じ年に得点王と最優秀守備選手賞受賞（1987–88）
史上初の通算で新人王、最優秀守備選手賞、MVP受賞
史上初の通算で得点王・NBA最優秀守備選手賞受賞
史上唯一の同じシーズンで得点王・MVP・最優秀守備選手賞受賞（1987–88）
史上初の同じシーズンでMVP・最優秀守備選手賞受賞（1987–88）
史上初の同じシーズンで得点王・スティール王（1987–88、1989–90、1992–93）
史上4人目の同じシーズンで得点王・NBAチャンピオン（1990–91、1991–92、1992–93、1995–96、1996–97、1997–98）
史上6人目のオリンピック金メダル・NCAAチャンピオン・NBAチャンピオン
史上唯一の新人王、最優秀守備選手賞、シーズンMVP、オールスターMVP、ファイナルMVP

#### ファイナル
- MVP受賞: 6（1991、1992、1993、1996、1997、1998）

#### オールスター
- MVP受賞: 3（1988、1996、1998）
- 史上初のトリプル・ダブル: 14得点, 11リバウンド, 11アシスト（1997）

## 個人成績

### レギュラーシーズン
| シーズン     | チーム       | GP    | GS    | MPG   | FG%  | 3P%  | FT%  | RPG | APG | SPG  | BPG | PPG   |
| ------------ | ------------ | ----- | ----- | ----- | ---- | ---- | ---- | --- | --- | ---- | --- | ----- |
| 1984–85      | CHI          | 82*   | 82*   | 38.3  | .515 | .173 | .845 | 6.5 | 5.9 | 2.4  | .8  | 28.2  |
| 1985–86      | CHI          | 18    | 7     | 25.1  | .457 | .167 | .840 | 3.6 | 2.9 | 2.1  | 1.2 | 22.7  |
| 1986–87      | CHI          | 82*   | 82*   | 40.0  | .482 | .182 | .857 | 5.2 | 4.6 | 2.9  | 1.5 | 37.1* |
| 1987–88      | CHI          | 82    | 82    | 40.4* | .535 | .132 | .841 | 5.5 | 5.9 | 3.2* | 1.6 | 35.0* |
| 1988–89      | CHI          | 81    | 81    | 40.2* | .538 | .276 | .850 | 8.0 | 8.0 | 2.9  | .8  | 32.5* |
| 1989–90      | CHI          | 82*   | 82*   | 39.0  | .526 | .376 | .848 | 6.9 | 6.3 | 2.8* | .7  | 33.6* |
| 1990-91†     | CHI          | 82*   | 82*   | 37.0  | .539 | .312 | .851 | 6.0 | 5.5 | 2.7  | 1.0 | 31.5* |
| 1991-92†     | CHI          | 80    | 80    | 38.8  | .519 | .270 | .832 | 6.4 | 6.1 | 2.3  | .9  | 30.1* |
| 1992-93†     | CHI          | 78    | 78    | 39.3  | .495 | .352 | .837 | 6.7 | 5.5 | 2.8* | .8  | 32.6* |
| 1994–95      | CHI          | 17    | 17    | 39.3  | .411 | .500 | .801 | 6.9 | 5.3 | 1.8  | .8  | 26.9  |
| 1995-96†     | CHI          | 82    | 82    | 37.7  | .495 | .427 | .834 | 6.6 | 4.3 | 2.2  | .5  | 30.4* |
| 1996-97†     | CHI          | 82    | 82    | 37.9  | .486 | .374 | .833 | 5.9 | 4.3 | 1.7  | .5  | 29.6* |
| 1997-98†     | CHI          | 82*   | 82*   | 38.8  | .465 | .238 | .784 | 5.8 | 3.5 | 1.7  | .5  | 28.7* |
| 2001–02      | WAS          | 60    | 53    | 34.9  | .416 | .189 | .790 | 5.7 | 5.2 | 1.4  | .4  | 22.9  |
| 2002–03      | WAS          | 82    | 67    | 37.0  | .445 | .291 | .821 | 6.1 | 3.8 | 1.5  | .5  | 20.0  |
| 通算         | 通算         | 1,072 | 1,039 | 38.3  | .497 | .327 | .835 | 6.2 | 5.3 | 2.3  | .8  | 30.1  |
| オールスター | オールスター | 13    | 13    | 29.4  | .472 | .273 | .750 | 4.7 | 4.2 | 2.8  | .5  | 20.2  |

### プレーオフ
| シーズン | チーム | GP  | GS  | MPG  | FG%  | 3P%   | FT%  | RPG | APG | SPG | BPG | PPG  |
| -------- | ------ | --- | --- | ---- | ---- | ----- | ---- | --- | --- | --- | --- | ---- |
| 1985     | CHI    | 4   | 4   | 42.8 | .436 | .125  | .828 | 5.8 | 8.5 | 2.8 | 1.0 | 29.3 |
| 1986     | CHI    | 3   | 3   | 45.0 | .505 | 1.000 | .872 | 6.3 | 5.7 | 2.3 | 1.3 | 43.7 |
| 1987     | CHI    | 3   | 3   | 42.7 | .417 | .400  | .897 | 7.0 | 4.7 | 2.4 | 1.1 | 36.3 |
| 1988     | CHI    | 10  | 10  | 42.7 | .531 | .333  | .869 | 7.1 | 7.6 | 2.5 | .8  | 34.8 |
| 1989     | CHI    | 17  | 17  | 41.8 | .510 | .236  | .799 | 7.0 | 7.6 | 1.7 | 1.8 | 29.1 |
| 1990     | CHI    | 16  | 16  | 42.1 | .514 | .320  | .836 | 7.2 | 6.8 | 2.8 | .9  | 36.7 |
| 1991†    | CHI    | 17  | 17  | 40.5 | .524 | .385  | .845 | 6.4 | 8.4 | 2.4 | 1.4 | 31.1 |
| 1992†    | CHI    | 22  | 22  | 41.8 | .499 | .386  | .857 | 6.2 | 5.8 | 2.0 | .7  | 34.5 |
| 1993†    | CHI    | 19  | 19  | 41.2 | .475 | .389  | .805 | 6.7 | 6.0 | 2.1 | .9  | 35.1 |
| 1995     | CHI    | 10  | 10  | 42.0 | .484 | .367  | .810 | 6.5 | 4.5 | 2.3 | 1.4 | 31.5 |
| 1996†    | CHI    | 18  | 18  | 40.7 | .459 | .403  | .818 | 4.9 | 4.1 | 1.8 | .3  | 30.7 |
| 1997†    | CHI    | 19  | 19  | 42.3 | .456 | .194  | .831 | 7.9 | 4.8 | 1.6 | .9  | 31.1 |
| 1998†    | CHI    | 21  | 21  | 41.5 | .462 | .302  | .812 | 5.1 | 3.5 | 1.5 | .6  | 32.4 |
| 通算     | 通算   | 179 | 179 | 41.8 | .487 | .332  | .828 | 6.4 | 5.7 | 2.1 | .8  | 33.4 |

## 引退後

### シャーロット・ボブキャッツ / ホーネッツ

#### オーナーおよび選手人事最終決定者
3度目の引退後、ジョーダンはウィザーズのバスケットボール運営部門の職への復帰を希望したが、2003年5月7日、オーナーのエイブ・ポリンは彼を解雇した。後のインタビューでジョーダンはウィザーズに利用されたと感じ、もし引退後即座に首になるということが分かっていたならば2001年に復帰することもなかっただろうと語った。
しかし、ジョーダンのチーム経営に対する熱意は衰えることなく、2006年6月15日ジョーダンは出身のノースカロライナ州にできた新チームシャーロット・ボブキャッツの共同オーナーの一人となり、選手人事の最終決定に関わる役割を担うこととなった。

#### 筆頭オーナー
2010年3月にはボブキャッツを買収し、元選手としてはNBA史上初の筆頭オーナーに就任した。
2016年、大統領自由勲章を受章。
2022年、今後のNBA最優秀選手賞にはジョーダンの名をとってマイケル・ジョーダン・トロフィーが授与されると発表された。

### 23XI Racing

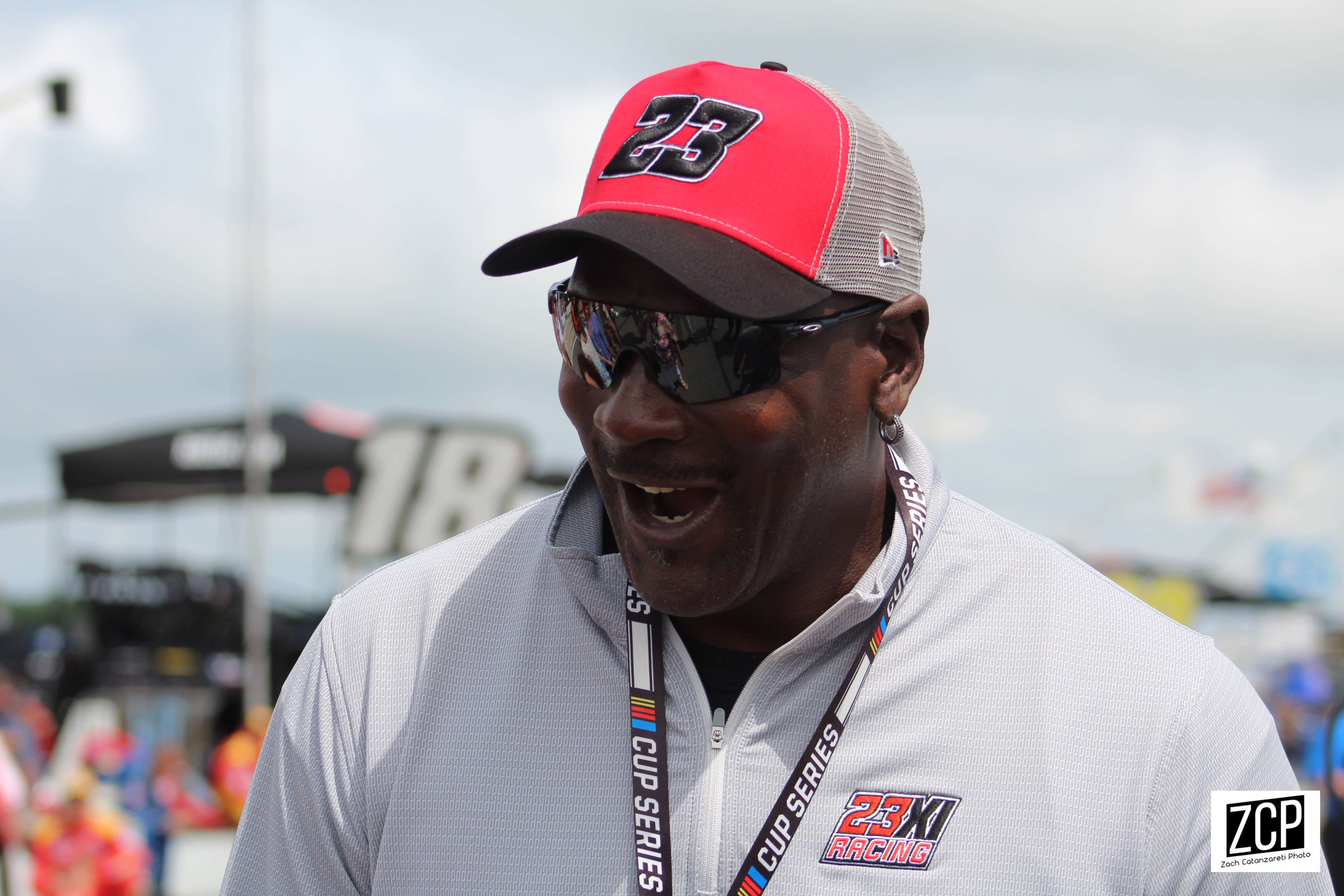
NASCARカップでのジョーダン（2021年）

2020年9月22日、NASCARのトップドライバーであるデニー・ハムリンと共同で『23XI Racing』を立ち上げ、2021年よりNASCARカップシリーズにオーナーとして参戦することを発表。ドライバーは当初、シリーズ唯一の黒人ドライバーのダレル・ウォレス・ジュニアの1台体制だったが、2025年現在は3台体制に拡充している。

## 有名なプレー
- 1986年のプレーオフ、当時史上最強と言われたボストン・セルティックスと対戦したイースタン・カンファレンス第1回戦2試合目で、プレーオフ記録となる63得点を上げた。試合後、ラリー・バードは「あれはマイケル・ジョーダンの姿をした神だ」とコメントした。試合自体はブルズの負けで、シリーズも3連敗で敗退した。
- 1989年のプレーオフ、クリーブランド・キャバリアーズと戦ったイースタン・カンファレンス1回戦、2勝2敗で迎えた第5戦終了直前(残り3秒)99対100の場面で、ジョーダンは空中でマーカーのクレイグ・イーローをかわし難しいジャンプシュートを放ち、終了のブザーと同時に逆転を成功させた。このシュートでブルズのカンファレンス・セミファイナル進出が決まった。このシュートを英語圏ではThe Shotと呼ぶことがある。
- 1991年のデンバー・ナゲッツ戦、ジョーダンは当時ルーキーだったディケンベ・ムトンボに向かって「This one's for you baby」と語りかけ、目を閉じたままフリースローを決めた。
- 1991年NBAファイナル第2戦、ダンクに向かって跳躍するジョーダンは、サム・パーキンスのブロックをかわすためボールを左手に持ち替え、落下しながらスクープショットを決めた。このシュートを英語圏ではThe Moveと呼ぶことがある。
- 1991年のプレーオフ1回戦、ニューヨーク・ニックスとの第3戦、3ポイントライン付近で味方からボールを受け取ったジョーダンは、ベースライン沿いにドライブ。が、ニックスのチャールズ・オークリーに進路を阻まれた為、一旦3ポイント方向へターン、が更に進路を阻まんとジョン・スタークスが立ちはだかり、完全にダブルチームでライン沿いに追い込まれるジョーダン。しかし、オークリーの一瞬の隙を突き、ワンドリブルでオークリーの右脇から抜け出しペイントエリアへ。ここで最後の壁、パトリック・ユーイングがブロックに飛ぶ。が、ジョーダンはユーイングの頭上からカウントワンスローの豪快なダンクを決め、マディソン・スクエア・ガーデンに衝撃が走った。
- 1992年のNBAファイナル、ブレイザーズと戦った第1戦、ジョーダンが放つ3ポイントシュートがことごとく決まり、前半で6本の3ポイント成功は当時のNBAファイナル記録だった。この試合は前評判では当時ジョーダンと評価を二分していたクライド・ドレクスラーとの戦いという事で盛り上がった。が、結果はジョーダンの一人舞台であった。
- 1993年敵地でのカンファレンスセミファイナル、対クリーブランド・キャバリアーズ第4戦。勝てばカンファレンスファイナルに進出という試合、序盤からジョーダンは痛めた右手首の影響から、シュートの精彩を欠いていた（ダンクシュートも手首に負担をかけないよう、左手で行っていた）。ゲームは一進一退の攻防を見せ、同点で迎えた第4Q残り1.7秒、フェイダウェイ・ジャンパーで放ったシュートがゲーム終了と同時に決まり、1989年のThe shotの再現となった。なお、それにちなんでこのシュートはThe shot2と呼ばれている。
- 1993年ファイナル第6戦、試合終了前に、一人でディフェンスを突破し、非常に高い位置でのレイアップを決め、グライダーとよばれる。そしてNBA3連覇を成し遂げた（ジョーダンはMVP）。
- 1997年のNBAファイナル第1戦、ジョーダンは試合終了と同時にウィニングショットを決めた。
- 1997年のNBAファイナル第5戦、ジョーダンは食中毒で最悪のコンディションだったが38得点を上げ、ブルズは優勝に王手をかけた。
- 1997年のNBAファイナル第6戦、ダブルチームを受けたジョーダンはフリーのスティーブ・カーにアシスト。これが決勝点となった。
- 1998年のNBAファイナル第6戦、試合終了間際にジョーダンはカール・マローンからスティール。そのままボールを運びジャンプショットを放ち、残り5.2秒で逆転に成功。ユタ・ジャズはその後追いつくことなく、ブルズは6度目の優勝を決めた。このシュートはThe Last Shotと呼ばれている。

## 私生活
家族

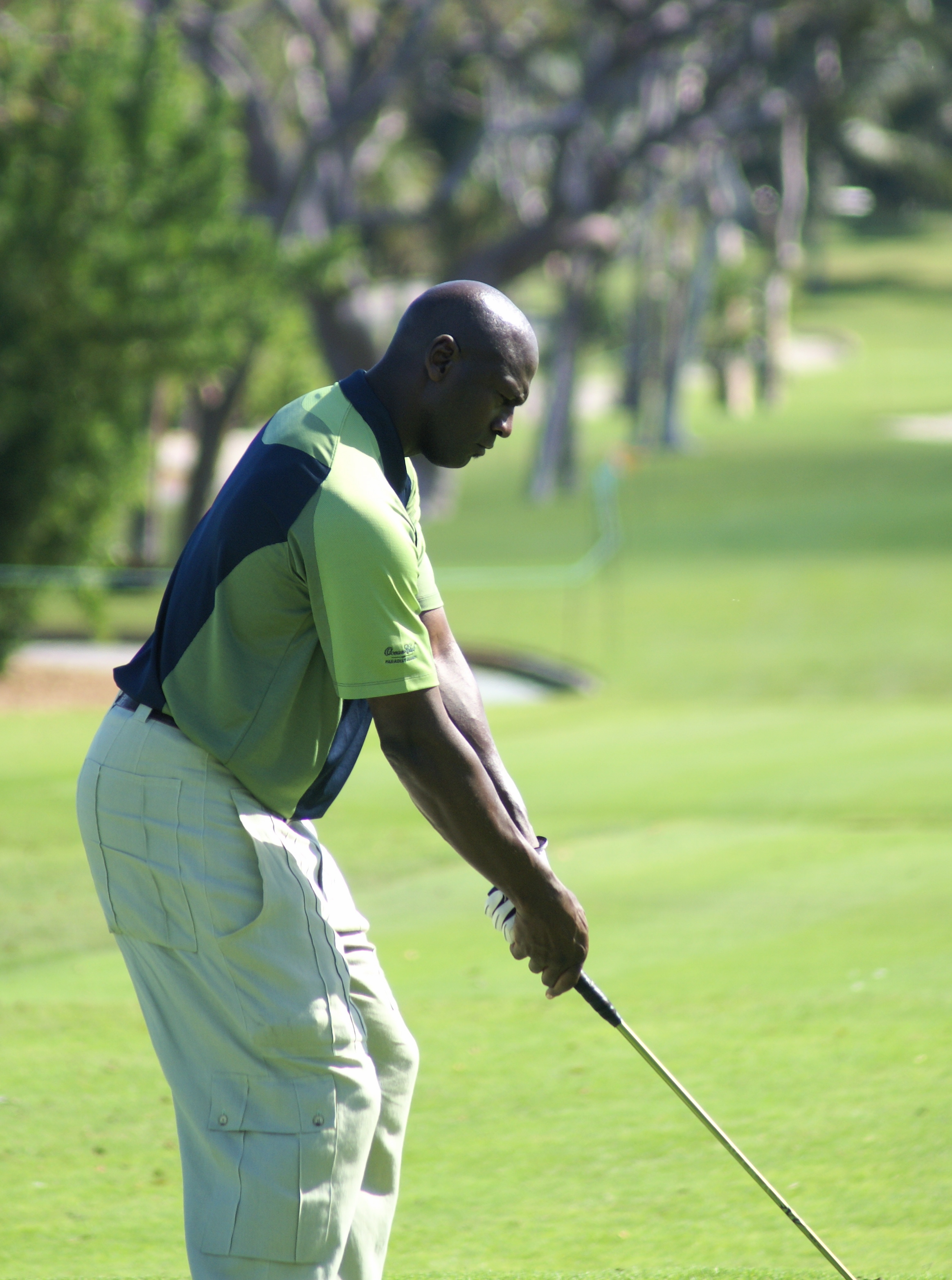
ゴルフはジョーダンの最大の趣味の一つである（2007年、オハイオのSignature of Solonにて）

- 1989年に結婚、妻との間にジェフリー、マーカス、ジャスミンという二男一女をもうけた。ジョーダンはイリノイ州ハイランドパークに居を構えた。ジェフリーとマーカスは同じ高校に通いバスケットボールをプレーした。ファニータ夫人は2002年に離婚訴訟を起こしたが、のちに和解した。だが2006年12月29日、ジョーダン夫妻は「17年間の結婚生活に円満に終止符を打つことを決意した」との声明を発表し、離婚した。妻には財産分与として1億5000万ドル（約150億円）以上が渡される見通しである。
- 2008年にはキューバ系米国人エベット・プリエトと交際を始める[32]。2011年12月29日に婚約が発表された[33]。2013年4月、彼女と結婚した[34]。
- 2012年にハイランドパークの家を売りに出したが、2023年の時点でも買い手は付いていない。ジョーダンはフロリダ州のジュピターに転居している[35]。

父の死
- 1993年8月、ジョーダンの父親ジェームズは、友人の葬儀からの帰路の途中に仮眠を取るためノースカロライナ州のハイウエイの路側帯に停車していたところ、二人の強盗により殺害された。犯人らはマイケルからの贈り物であるレクサス[36]を盗み、ジェームズの遺体を近くに遺棄した。
- ジェームズは行き先を明らかにせずに数日間外泊することがよくあったため、当初マイケルと家族は捜索願いを提出しなかった。捜索が始まると、ジェームズの遺体は川で発見され、身元不明人として条例により火葬されていたことが分かった。
- メディアは当初ジェームズの殺害をマイケルが公認していた彼のギャンブル癖と結びつけようとした。ジェームズがゴルフでの賭で何万ドルも失ったことをマイケルが認めたことが広く公表された。

ファッション
- ジョーダンは最も早い時期に頭をスキンヘッドにしたNBA選手の一人だった。彼が年齢のわりに早く禿げあがり始めたことが理由の一つだったが、1990年代初頭以降スキンヘッドは北米の若者、特に黒人男性の間ではファッションとして受け入れられるようになった。同じ時期、ジョーダンは大きめのショーツ（バギー・ショーツ）を穿いて試合に出るようになった。これはユニフォームの下にノースカロライナ大の練習用ショーツを履く為。この頃にはミシガン大学のファブ・ファイブと呼ばれた選手たちも同様のスタイルで話題を集めており、90年代のNBAではバギー・ショーツが主流になった。
- プロ入り後もユニフォームの下に、母校のノースカロライナ大の練習用ショーツを常に履いていた。主演した映画「スペース・ジャム」でも、これに言及する台詞がある。
- 毎試合新品のシューズを履いていた。引退後のナイキのCM「What Is Love?」でも自分のバスケットに対する愛情の一つとして挙げている。
- 大のアディダス好きである。両親、エージェントの説得で1984年にナイキと契約した。
- NBA入り後は毛皮に金のアクセサリーという成金スタイル。専属のスタイリストをつけてからはスーツ中心のシックな服装に変化していった。

趣味
- 日常生活ではゴルフを愛好しており、試合のある日に数ホール回ることもしばしばあった。ゴルフ好きが行きすぎ、1990年代前半には賭けゴルフが社会の批判を浴びたこともあった。
- 2021年9月、ゴルフのライダーカップでステフィン・カリーとの対談が実現。
- ブルズ入団まで一度もNBAの試合を生で観戦した事は無かった。そのため自身のデビュー戦が人生初のNBA観戦となった。
- 引退後にはドナルド・トランプがゴルフ仲間となっている。

交友関係
- もう一人のアメリカの著名な"MJ"、2009年6月に逝去したマイケル・ジャクソンと彼のミュージックビデオ『JAM』の中で共演したことがある。ビデオの最後にはジョーダンがジャクソンにバスケットを教えるシーンと、ジャクソンがジョーダンにダンスを教えるシーンが映っている。

メディアとの関係
一度目のスリーピートの後、メディアからの激しいバッシングにさらされた時期がある。特に以下の諸点が非難された。しかし、父の悲劇的な死が報じられた後はバッシングも下火になった。
- 優勝したNBAのチームはホワイトハウスに招かれるのが恒例となっていたが、ジョーダンはブッシュ大統領に以前会ったことがあるのを理由に招待を断っていた。マスコミはジョーダンの行動が礼に失していると非難した。
- 1992年バルセロナオリンピック参加を初めの頃は渋っていたと報じられたことも、愛国心がなく独善的であると非難の理由になった。
- ジョーダンのギャンブル癖が報じられ[37]、「賭けゴルフで1億円」など人々の予想を超える額の金が賭けられていることは失望と顰蹙を買った。特に、ジョーダンのギャンブル相手には殺害された麻薬売人がおり、その遺品から20万ドルの記載とジョーダンの署名入りの小切手が発見されると厳しい批判が起こった（ジョーダン自身は麻薬売人の殺害に無関係であることが証明された）。
- 1991–1992シーズン期間中にシカゴの新聞記者サム・スミスが出版したJordan Rulesという著書はジョーダンを独裁的な人物として描いており、ジョーダンが圧倒的な実力を持っていたために周りとのレベルの差が理解できず常にチームメイトと罵り合っていたこと等が具体的な情報源をもとに書かれていただけにバッシングに更に拍車をかけた。

## 人物

### 人気
ジョーダンを主題にしたHang TimeとReboundの著者である記者・作家のボブ・グリーンはジョーダンがエルビス・プレスリーの再来であり、「アメリカ文化の頂点に登り詰めた」と表現。人々はジョーダンが史上最高のバスケットボール選手であると論じるばかりか、ベーブ・ルース、モハメド・アリと比較するなどバスケットボールを超えた文脈で彼の存在を語るようになった。
1990年代には、遠く海を越えた日本でも、バスケットボール人気の過熱とともに当時の若者たち、特にスポーツに親しむ少年たちの最高の憧れの存在となり、多くのメディアを飾り、これに触発されたSLAM DUNKなどの娯楽作品も大いなる人気を博した。

ジネディーヌ・ジダン、デビッド・ベッカム、タイガー・ウッズ等、数々の世界の一流アスリートにもジョーダンに憧れ、尊敬している人物は多い。
ジョーダンがここまでの存在になったのには、いくつかの要因があると考えられる。
運動能力
ジョーダンはNBAの歴史の中で非常に高い運動能力を持っており、見る者の注目を集めるのに十分だった。彼は人が見たこともない動きをしばしば見せ、特に空中でのプレーは見る者を驚嘆させた。実況するアナウンサーはジョーダンがジャンプすると「TAKE OFF（離陸を開始した）」、「人類が空を飛んだ」と表現したほどである。ジョーダンの個人能力が注目されるようになったのは、シカゴの市場が比較的大きかったこと、キャリア初期にブルズの監督を務めていたケヴィン・ローリーがジョーダンを自由にプレーさせる方針を採ったことも要因となった。また、ティム・グローバーを専属トレーナーに雇い、故障に強い体を作り上げた。
ジョーダンの人並み外れた身体能力は先天的なものであると思われることが多いが、その恵まれた才能に加えて彼は早くからウエイトトレーニングを導入し、真夜中や早朝であっても思い立ったらすぐに専属トレーナーを呼んでトレーニングを行った。どんな体勢からでもシュートできるようにバランス感覚を鍛え、怪我の予防のため足首の筋力トレーニングも欠かさず行った。その結果、捻挫しても2〜3日で復帰できたという。また、彼は試合後もクールダウンやケアに時間を費やした。このことで彼は故障の少ないキャリアを過ごすことができたと考える専門家も多い。
また、身長198cm・体重99kgという一般人と比較すると一見大柄に見える体格（身長・体重の項目も参照）がバスケットにおいて大きい部類ではなく、むしろ小さい事も影響している。これまでのNBAでは7フッターの巨人たちが支配的だったが、ジョーダンは恵まれた運動能力と鍛え上げた肉体と磨き抜いた技術により2メートルをはるかに超える巨人たちと渡り合った。体は小さくはあるが腕が長く、運動能力とあいまって高さの不利が減少され、速度と技術の有利で勝負できる程度の小さすぎない肢体はある意味で理想的といえた。
1980年代のNBAの隆盛
1970年代末期にはNBAの人気は低迷しており、リーグのイメージもあまり良くなかった。しかし、デビッド・スターンがコミッショナーに就任しリーグの再建に努めたこと、マジック・ジョンソンとラリー・バードのライバル関係が大いに注目されたことなどから、NBAの人気は上昇していった。マジックとバードがキャリアの末期に入る頃には、次のジョーダン時代への土壌が十分に出来上がっていたといえる。また、同時期にケーブルテレビが普及し始めたこともこの流れを助けた。
商業的な成功
ジョーダンは商業的に最も成功を収めたアスリートの一人である。1998年の時点でFortune誌はジョーダンがプロフェッショナル入り以降100億ドルの経済効果を上げたと述べている。これは本業のバスケットボールだけでなく、ナイキ、マクドナルド、コカコーラ、ゲータレードなどとのスポンサーシップなしには果たし得ない。特に1980年代に、当時新進気鋭の映画監督だったスパイク・リー指揮によるナイキの一連のCMが成功したことが大きい。

### 背番号に関するエピソード
- 1995年の最初の復帰に際して、今までの背番号を“23”から“45”へ変更した。45番はMLBへの挑戦の際につけていた番号であり、父親が最後に見た23番のユニフォームの歴史を変えたくないという思いがあった。しかし、前述のオーランド・マジックとのプレーオフ・カンファレンス・セミファイナル初戦でミスを連発し、それに対する気分転換のため、ブルズの用具係の提案で23番のユニフォームを着用した。この行為はリーグからクレームがつき45番に戻すよう発表がされたが、ジョーダンが拒否。ブルズもそれを支持したため、シーズン終了後2万5000ドルの罰金を科せられた。
- 元々45番は尊敬する兄が学生時代につけていた番号であり、23番は兄のせめて半分以上、上手くなりたいという想いから選んだものだった[38]。
- ジョーダンの背番号23番はマイアミ・ヒートの永久欠番になっているが、ジョーダンはマイアミ・ヒートの選手として一試合足りともプレイをした経歴がない。にもかかわらず永久欠番となっているのは、マイアミ・ヒートの球団社長であったパット・ライリーが2003年にジョーダンの所属するワシントン・ウィザーズとの対戦を前にジョーダンに敬意を表して23番を永久欠番としたためである[39]。

### バスケットゴールを破壊?
1985年8月25日、ジョーダンが22歳の時にイタリアのトリエステで行われたナイキエキシビジョンゲームでプレーした際、ゴールを破壊、バックボードは粉砕したというアクシデントがあった。

### 政治的信条
ジョーダンは政治的、社会的発言を避ける傾向が指摘され、批判されていた。ジョーダン自身はかつて、特定の政党を支持しない理由として「共和党支持者もスニーカーを買う」と語っていた。しかし2016年以降のブラック・ライヴズ・マターに対しては活動を支援する意向を表明し、「人種差別との闘いをサポートするべく、1億ドル（約110億円）を支援する」と表明し、自身が活動家ではないことを強調しながらも、継続的に支援を続けている。

## ビジネス
1980年代にNBAでプレーし始めて以降、ジョーダンは多くの企業と広告契約を結び、様々な事業を手がけてきた。ジョーダンはプロバスケットボールのみならず、本業以外で得る収入の大きさではスポーツ界でも際立った存在になった。また、彼の代理人、デビッド・フォークもこのマネーゲームの中心となった。
ジョーダンが最初期にかかわり、以後も最も重要になったのはスポーツ用品メーカーナイキとの関係だった。ジョーダンは新人のシーズンよりナイキとの契約を結び、自身の名前をブランドに取り入れたバスケットボールシューズ「エア・ジョーダン」シリーズの生産・発売が開始された。
エア・ジョーダンシリーズのテレビCMの制作には、当時新人の映画監督だったスパイク・リーが起用された。ジョーダンの運動能力を強調しつつも奇抜な演出を取り込んだリーのCMはヒットし、ジョーダンの人気とも相まってエア・ジョーダンは爆発的な売上を見せた。ジョーダンは当時としては画期的だった歩合制の契約を結んでおり、シューズの売上に比例してジョーダンの収入も上昇した。ナイキ自身も当時業界1位だったコンバースを抜くことになった。以後NBAのスター選手の多くはナイキと同様の契約を結ぶようになった。
バルセロナオリンピックの金メダル授与の式において、ジョーダンはアメリカ代表ジャージのリーボックのロゴを星条旗で隠すという行動をとった。これはジョーダン個人がナイキとスポンサー契約していたことが原因である。
エア・ジョーダンに関しては、主に二つの点で批判が起きた。一つは、このシリーズがあまりにも人気を博したため、少年少女たちがシューズを狙った強盗の被害に遭う事件が起きていたことだった。もう一つは、エア・ジョーダンを生産するために発展途上国の児童たちが低賃金で働かされているというものだった。後者に至っては、雇用の確保につながっているという観点もあり、主因は社会の構造的問題であるため、ジョーダンも明確な反論はしていない。
ジョーダンは食品関係の広告も幅広く行った。マクドナルドのCMに出演し、地元のシカゴでは「マクジョーダン・スペシャル」というメニューが出された。ゲータレードのCMで採用された「Be Like Mike」「マイク（マイケル）みたいになりたい」という歌は広く知られた。他にコカ・コーラのキャラクターになったほか、シリアル食品「ウィーティーズ (Wheaties)」でもジョーダンの姿がパッケージに登場した。
ジョーダンは下着メーカーヘインズとも広告契約を結び、香水・装飾品メーカーのビジャンからは「マイケル・ジョーダン・コロン」が発売された。1996年には映画『スペース・ジャム』に出演し、アニメのキャラクターバッグス・バニーやラリー・バード、チャールズ・バークレー、俳優のビル・マーレイらと共演した。
ジョーダンはシカゴやニューヨーク、故郷のノースカロライナ州にレストランを持っている。
また、AMAスーパーバイクシリーズにチームを持っており、ロードレース世界選手権（MotoGP）を観戦する姿が度々報道されるなど、かなりのバイク好きでもある。2004年のバレンシアGPでは自らの手でMotoGPマシン（ドゥカティ・デスモセディチ）を試乗した。
2018年10月Eスポーツのフランチャイズ、TeamLiquidを所有するaXiomaticへジョーダン、Declaration Capital、およびCurtis Polkが投資したことを同社より発表された。「aXiomaticへの投資によって私のスポーツ株式投資の幅が広がることを楽しみにしている。Eスポーツは急成長中の国際産業であり、このすばらしい投資家グループと共に参加できることを嬉しく思っている」とジョーダンが声明で語ったとされる。